# Whale Whores
『Whale Whores』（邦題：なぜ日本人は…）はアメリカのコメディ・セントラルのテレビアニメシリーズ『サウスパーク』の第192話（シーズン13第11話）である。2009年10月28日に放送された。監督・脚本は共にトレイ・パーカー。
日本の捕鯨問題と原爆投下を扱ったタイトルであり、捕鯨を行う日本人と捕鯨に反対する活動家の両者を戯画化しつつも、捕鯨妨害活動を行うシー・シェパードとそのリーダーであるポール・ワトソンを批判的に、また原爆問題については日本国および日本人の負った深い傷として真摯に描いている。また、当時の日本国首相だった鳩山由紀夫、日本の指導者的存在として「アキヒト」（天皇）が登場する。
エピソード名は、ディスカバリーチャンネルにおける人気番組『Whale Wars』のパロディ。作中でシー・シェパードのメンバーが語るように、シー・シェパードを揶揄する意味合いとなっている。

## あらすじ
主人公・スタンは誕生日にデンバーの公立水族館へ連れて行ってもらい、イルカとの触れ合いを体験する。しかし、いざイルカとの触れ合いが始まるという時に、槍で武装した日本人が大挙して来襲、水族館のイルカを皆殺しにしてしまう。日本人は「ファック・ユー・ホエール！」などと叫びながらアメリカ各地を襲撃してイルカ・クジラ・シャチなどの海洋哺乳類を虐殺、しまいにはアメリカンフットボールチームのマイアミ・ドルフィンズのメンバーまで虐殺する。ニュースではこの問題について日本国首相に対するインタビューも行われているが、首相はその話題になった途端、激しい憎しみをあらわにし、「ファック・ユー・ホエール！ファック・ユー・ドルフィン！」と叫んで中指を立てる。
その夜、「日本人のせいでひどい誕生日になってしまったな」とスタンを慰める父・ランディに、スタンは「なぜ日本人はイルカやクジラを殺すの？」と質問する。ランディは「我々まともな人と違って、日本人はイルカやクジラが好きじゃないんだ」と答え、スタンがイルカの死体と撮影した記念写真を手渡す。スタンは日本人を止めるため行動を起こすことを決意、カイル、カートマン、ケニーに協力を求めるが、カイルには「この問題に対する日本の見解を変えることはできないし、異文化の人たちがやることに口出しするべきじゃない」とたしなめられ、カートマンに至っては「オイラもケニーもお前と違ってバカみたいにクジラのことばっかり考えてられるほど暇じゃないんだよ！」とスタンを突き放した。
気落ちするスタンだったが、バターズから反捕鯨団体「シー・シェパード」を扱ったテレビ番組『Whale Wars』がボランティアを募集していることを知らされ、参加を決意。シー・シェパードの一員として番組の収録に立ち会うことになる。しかし、いざ日本の捕鯨船に対したシー・シェパードの面々は、自分で自分を殴って「身を挺してクジラを守っている」と嘘をついたり、捕鯨船に対して「臭い瓶（stinky bottles）」を投げ、「奴らを臭くしてやった」と勝手に満足しているだけ。スタンが撃沈を提案しても、リーダーのポール・ワトソンは「そんなことしたら逮捕される」と言って却下してしまう。直後、捕鯨船の反撃に遭い、ポールは無意味に死亡する。
「我々は抗議団体ではない、海賊だ」と自称していながら積極的攻撃を行わないシー・シェパードにしびれを切らしたスタンは、独断で小型の信号拳銃を探し出し、捕鯨船の燃料タンクを狙撃して撃沈した。スタンはシー・シェパードの新しいリーダーとなり、より攻撃的な方法を採用して日本の捕鯨活動を妨害する作戦を成功させていく。しかし、マスコミにとって、シー・シェパードはあくまで「リアリティーショーの人気者」に過ぎなかった。『ラリー・キング・ライブ』に出演しても、「あなたがリアリティーショーに出演するためのモチベーションは何ですか？」など捕鯨問題に関係ない質問をされる上、メンバーもテレビに出演できたことを無邪気に喜ぶだけ。怒ったスタンは「自分はクジラを救うことだけに関心があり、評価には興味がない」と訴えるが、番組は『The Real Whale Wars（真の鯨戦争）』とタイトルを改めてますます過激化する。
任務のさなか、カートマンとケニーが現れ、共にクジラを救いたいと申し出る。金と名声が目当てであることを見抜いたスタンは拒否するが、二人は強引に抗議船に乗船してしまう。そのまま抗議活動に向かうスタンたちだったが、シー・シェパードの人気に嫉妬し、自分たちの番組の人気がなくなったと怒る『Deadliest Catch（ベーリング海の一攫千金）』のカニ漁船と番組スタッフが、シー・シェパードの抗議船に対する妨害活動に出る。スタンは対策が練れず窮地に陥るが、そこに数頭のクジラが現れ、船の周囲をアピールするように泳いだ後、カニ漁船を連れ去ってしまう。「クジラたちは誰が自分の味方か知っているんだ！」とスタンたちは喜んだが、その直後日本の零戦の編隊が現れ、「ボンサーイ！」の絶叫と共に神風特攻でクジラを殺してしまう。スタンたちは驚き慌てるがどうすることもできず、抗議船も特攻により撃沈され、シー・シェパードのメンバーは全滅。スタン、カートマン、ケニーは辛うじて生き残ったものの逮捕され、日本へ連れて行かれる。
日本の監獄に収容された三人は、そこで「アキヒトさま」と呼ばれる人物に会う。スタンは彼に捕鯨をやめるよう訴えるが、アキヒトは「君にそのようなことを言う権利はない。我々が真実を教えよう」と語り、三人を連れてヒロシマの平和記念館へ赴く。原爆の被害や後遺症の悲惨さを一通り説明した後、エノラ・ゲイ操縦席に座るイルカとクジラの写真を見せ、「原爆を落としたイルカやクジラへの報復が日本の捕鯨活動の主な動機であり、彼らを絶滅させるまで日本人は戦い続ける」と語るアキヒト。あまりのことにショックを隠せないスタンが、その写真をどこで手に入れたのか聞くと、アキヒトは「原爆投下の翌日、アメリカ政府から犯人を写した証拠として提示されたのがこれだった。この写真のおかげで日本はアメリカと仲直りし、戦争を終えたのだ」と答えた。思わず真実を語ろうとするスタンだが、カートマンが制止し「こいつらは原爆を落とした奴らを絶滅させるつもりなんだぞ！」と耳打ち。自らがアメリカ人であり、日本政府に逮捕されている身として、スタンは一瞬ためらいつつも一計を案じ、アメリカに残るカイルに電話をする。事情を聴いたカイルは素早く合成写真を作り、日本へ送った。
改めて首相やアキヒトと会見したスタンたち三人は、「アメリカ政府が真実を教えることを許可してくれた」として、カイルが合成した写真を手渡す。そこには、エノラ・ゲイを操縦する鶏と牛の姿が写っていた。これを見たアキヒトらは激怒、「イルカやクジラはスケープゴートだったんだ！」と叫ぶ。
やがて、イルカやクジラに代わり、全米各地で日本人が鶏と牛を虐殺するようになる。その様子を呆れたように見つめるスタンに、ランディが一言。
「よかったな、スタン。これで日本人もまともになった。俺たちと同じだな」

## テーマ
- 本話は、当時米国内メディアの大きな注目を集めていた日本の捕鯨活動をめぐる論争を扱っているが、作中において捕鯨船はシー・シェパードに妨害され、そのシー・シェパードも別の番組に妨害される。これらの妨害合戦を「視聴率稼ぎ」という側面から描くことで、シー・シェパードの過剰なまでのマスメディア露出、それを目的とした暴力的な妨害のエスカレート、さらにマスメディアが煽り、視聴者がますます過激なものを求めるという、昨今のアメリカにおけるリアリティショーの隆盛とその手法に対し風刺している。
- シー・シェパードのリーダーであるポール・ワトソンは特に批判の対象となっており、作中では赤ら顔に出っ腹のだらしない男として描かれ、効果のない嫌がらせや自作自演に終始するだけで何一つ成果を出さないまま呆気なく殺されてしまう。また、スタンが新リーダーに就任した際、新聞の見出しに「新リーダー、インチキヴィーガンを本物の海賊に変える（New Captain Turns Vegan Pussies Into Real Pirates）」と書かれたり、スタンが出演したテレビ番組において解説者がポールを「自分の大義名分のためであれば誰にでも嘘をついていいと思っていた、愚かで無能なメディア売春婦（an unorganized, incompetent media whore who thought lying to everyone was OK as long as it served his cause）」と呼んだりしている。
- タイトルの「Whores」は「Wars」のもじり。「whore」という言葉は一般に売春婦を意味するが、蔑称として「尻軽女」程度の意味でも使われる。
- シー・シェパードが捕鯨船への嫌がらせとして「臭い瓶」を投げつけ、「奴らを臭くしてやった」と悦に入るシーンは、実際にシー・シェパードが日本の調査捕鯨船に酪酸入りの瓶を投げる妨害行動を行ったことからきている[7]。
- エピソード中盤で登場する『ラリー・キング・ライブ』『ベーリング海の一攫千金』は、実在する同名の番組のパロディ。ラリー・キング自身もそっくりに描かれている。
- 実際の動画を用いた、約1分におよぶ原爆被害の解説がある。その際、例によってカートマンだけはアクビをしたりニヤニヤ笑ったりしているが、そのたびにスタンが真剣な表情でそれを戒め、カートマン自身もアキヒトに睨み付けられるに及んで彼に謝罪する。
  - サウスパークの全エピソードを通しても、真意はともかくカートマンが謝るというのはきわめて稀であり、ファンから見れば衝撃的ですらある。ここに、原爆問題に対する作者の真摯な態度、解決していない問題については笑いに変えることを慎む謙虚な姿勢が現れている。
  - 作者はこの他にも、エイズをエピソードに織り込む際もそれをネタにしたギャグは一切入れず、エイズがいわゆる「不治の病」でなくなった時点で「AIDS is finally funny（エイズがついに笑いになった）」として「解禁」するなど（シーズン6第1話『ジャレッドは「エイズ」持ち』、原題：Jared Has Aides）、過激なギャグで知られながらも、笑いとする対象については慎重な態度を取っている。
- アキヒトは当時の天皇と同じ名前で、顔もそっくりに描かれているが、同じく日本国をパロディの題材とした『チンポコモン』とは異なり、彼が天皇そのものであることを示す描写やセリフはない。一方で鳩山由紀夫は「首相」と呼ばれているが、アキヒトや鳩山の言動などは、ポール・ワトソンなど他の登場人物に比較すると、実在の人物に依っているとは言い難いものになっている。
- 最終的には日本人が鶏や牛を虐殺するようになるが、それを見たランディに「これで日本人もまともになった」と言わせることで、鶏や牛を大量に屠殺しながらクジラやイルカの屠殺はヒステリックに攻撃するアメリカの風潮を揶揄している。これは逆説的に言えば、野生動物を捕らえ殺すことを「残酷」「善悪」という概念で片付けられるのかという問題提起でもある。
- なお、ポール・ワトソン本人は、このエピソードが捕鯨問題を多くの視聴者に伝えたことを評価し、エピソード内での自身の描写にも特に不快感を覚えていないと述べている[8]。